# Alfred Loewenberg
Alfred Loewenberg (geboren 14. Mai 1902 in Berlin; gestorben 29. Dezember 1949 in London) war deutsch-britischer Musikwissenschaftler und Emigrant in der Zeit des Nationalsozialismus. Er benutze auch das Pseudonym Alfred Loeven.

## Leben
Alfred Loewenberg schloss sein Universitätsstudium in Berlin und Jena 1925 mit der Promotion zum Dr. phil. ab. Er war an der Herausgabe der ersten Ausgabe der Propyläen Kunstgeschichte beteiligt. Im Jahr 1934 war er Mitherausgeber des Philo-Lexikon. Handbuch des jüdischen Wissens.
Ein Jahr später emigrierte er nach England und besaß seit dem 1. Mai 1936 einen Benutzerausweis für die Bibliothek des British Museum, in deren Reading Room er fortan seinen Lebensmittelpunkt hatte und seine Studien fortsetzte. In Großbritannien beendete er 1940 die Arbeit für die erste Auflage der Annals of Opera, die ein Verzeichnis aller Opernaufführungen bieten sollten. Obschon lückenhaft, wurden sie auch bei den postumen Neuauflagen nicht grundlegend überarbeitet. Während des Zweiten Weltkrieges war Loewenberg Soldat der britischen Armee beim Pioneer Corps. Ab Juni 1944 arbeitete er für den „British Union Catalogue of Periodicals“, ab 1947 als Mitherausgeber in der Nachfolge von Theodore Besterman. Für den Ergänzungsband zur vierten und für die fünfte Auflage des Grove Dictionary of Music and Musicians zeichnete er mit A.L. eine Reihe von Artikeln. Auf der Basis seiner Zettelkästen konnte in den USA auch ein Verzeichnis der deutschen Theateraufführungen zwischen 1880 und 1930 erscheinen.
Loewenberg wurde Mitglied verschiedener akademischer Gesellschaften, so der Royal Musical Association und der Bibliographical Society. Im September 1947 wurde er eingebürgert. Er starb im Alter von 47 Jahren an einer Lungenentzündung.

## Schriften (Auswahl)
- Beiträge zur Psychologie der Gefühle, Jena, Phil. Diss., Mai 1925
- Emil Naumann: Allgemeine Musikgeschichte. Neu bearbeitet und bis in die Gegenwart fortgeführt von Alfred Loeven. Berlin: Eigenbrödler-Verlag 1927
- Hugo F. Koenigsgarten: Georg Kaiser. Mit einer Bibliographie von Alfred Loewenberg. Potsdam: G. Kiepenheuer 1928
- Emanuel Bin Gorion, Alfred Loeven, Otto Neuburger, Hans Oppenheimer (Herausgeber): Philo-Lexikon. Handbuch des jüdischen Wissens. Berlin: Philo-Verlag 1935
- Marianne Schmidt und Mrs. Edward Fenimore: Fifty years of German drama: a bibliography of modern German drama, 1880–1930, based on the Loewenberg collection in the Johns Hopkins university library. Baltimore: Johns Hopkins Press 1941
- Annals of opera 1597–1940: compiled from the original sources. Cambridge: Heffer & Sons 1943.
  - Annals of opera 1597–1940. 2. edition, revised and correted. Genève: Societas Bibliographica 1955
- Early Dutch librettos and plays with music in the British Museum. London: Aslib 1947
- The theatre of the British Isles: excluding London. A bibliography compiled by Alfred Loewenberg. London: Society for Theatre Research 1949.